# Berzerk
Berzerk es un videojuego arcade del género Matamarcianos, distribuido en 1980 por Stern Electronics.
El jugador controla un personaje de color verde, que representa un humanoide. Usando un joystick (y un botón de disparo para activar un arma láser), el jugador navega por un laberinto simple lleno de robots, que disparan láseres al personaje del jugador. El jugador puede ser eliminado al ser disparado, al chocar contra un robot, al entrar en contacto con las paredes electrificadas del laberinto, o al ser tocado por el némesis del jugador, Evil Otto.
Alan McNeil, un empleado de Universal Research Laboratories (una división de Stern Electronics), soñó una noche con un videojuego en blanco y negro en el que tenía que luchar contra robots. Este sueño fue la base para Berzerk, que fue llamado así por la serie de novelas de ciencia ficción Berserker. «Evil Otto» fue llamado así por Dave Otto, jefe de McNeil en Dave Nutting Associates.

## Berzerk en la cultura popular
Berzerk fue el primer videojuego involucrado en la muerte de un jugador. En enero de 1981, Jeff Dailey, de 19 años, murió de un ataque al corazón tras publicar su puntuación de 16.660 puntos en Berzerk. En octubre del año siguiente, Peter Burkowski alcanzó el top-ten de Berzerk dos veces en 15 minutos, solo unos segundos antes de morir de un ataque al corazón a los 18 años.

### Música
En 1982, Buckner & Garcia grabaron una canción llamada «Goin' Berzerk», que usaba efectos de sonido del juego, y la incluyeron en el álbum Pac-Man Fever.
En 1988 se lanzó la canción de acid house «Stakker Humanoid», que hacía un prominente uso de las frases «humanoid» y «intruder alert» y de los efectos de sonido de disparos láser del juego. La canción alcanzó el número 1 del UK Dance Chart aquel año.
Richard D. James grabó una canción llamada «Humanoid Must Not Escape», la cual es una frase de los robots, y la lanzó bajo el alias Caustic Window. Más tarde, James, bajo el alias Aphex Twin, reutilizó muestras del videojuego en su canción «54 Cymru Beats».
En 2013 el rapero eminem lanza la canción berzerk cuyo coro dice la frase <<Go Berzerk>>.

### Televisión
En la sitcom de televisión My Name is Earl, aparece el personaje «Crabman», que juega a Berzerk y consigue una alta puntuación. Luego toma una fotografía polaroid de la pantalla y cuelga la puntuación en su muro de la fama.
En el episodio de Futurama «Fear of a Bot Planet», los policías robóticos dicen las frases «Get the humanoid!» e «Intruder alert! Intruder alert!» del juego. El episodio «Anthology of Interest II» hace referencia al estilo de las muestras de sonido («Fork 'em over! FORK 'EM OVER!»).
En el episodio de Los Simpsons «Homer Goes To College», Homer visita a unos nerds que murmuran «Intruder alert» y «Stop the humanoid».
En el episodio de NewsRadio «Rosebowl», el director de noticias Dave Nelson presenta un nuevo sistema de evaluación de los empleados, que resulta ser muy impopular. Dos presentadores, Bill McNeal y Catherine Duke, se refieren a él como «Evil Otto».

### Juegos
En el juego en línea World of Warcraft, los Gnomish Alarm-O-Bots exclaman «Intruder Alert!» al ser atacados, con la misma voz robótica de Evil Otto.